# Amathillopsis spinigera
Amathillopsis spinigera är en kräftdjursart som beskrevs av Carl Bartholomäus Heller 1875. Amathillopsis spinigera ingår i släktet Amathillopsis och familjen Amathillopsidae. Inga underarter finns listade i Catalogue of Life.